# Modenarr

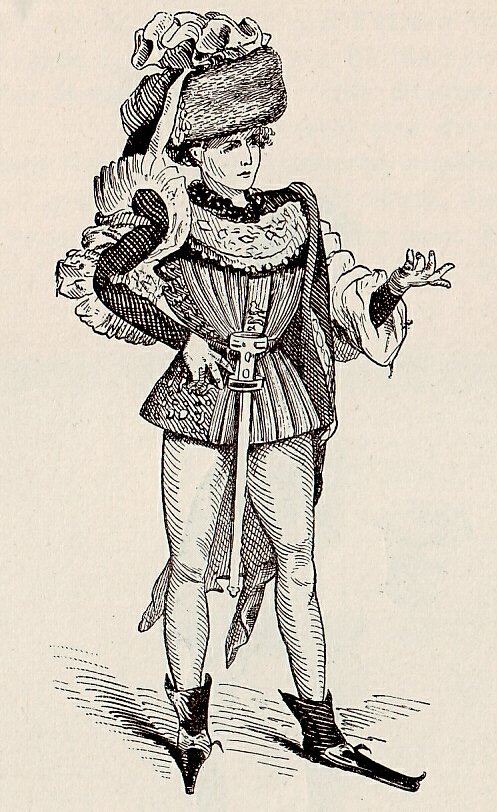
„Junger Stutzer“ (15. Jh.)

Als Modenarr, altertümlich auch Stutzer, Fant, Laffe oder Geck, wird ein Mensch bezeichnet, der mit übertriebener, affektiert wirkender Eleganz soziale Aufmerksamkeit erzielen will.

## Wortgeschichte
Der Adelung um 1800 sagt über Stutzer:

„Von stutzen, in Kleidern prangen, ist Stutzer, derjenige, welcher andere seines Standes in zierlichen Kleidern zu übertreffen sucht.“

Georges Kleines deutsch-lateinisches Handwörterbuch von 1910 gibt knapp: „Stutzer, homo elegans od. elegantior (der in seiner Kleidung etc. wählerisch ist)“ und fügt an: „bellus homunculus (ein nettes Kerlchen)“.
Geck, im Mittelalter noch ‚Narr‘ im Sinne ‚Spaßmacher‘, so beim Gecken in der Heraldik, wird hingegen von Adelung mit „ein alberner, thörichter Mensch, ein Narr“ definiert, bei Pierer um 1860 „ein Narr, der seine vermeinten Ansprüche auf Vorzüge vor Anderen zur Schau trägt, sich aber dadurch lächerlich macht“, aber Stutzer schon als „ein Mensch, welcher sich mit übertriebener Sorgfalt u. Zierlichkeit kleidet, sich gern putzt; Modenarr, Geck“ weitgehend bedeutungsgleich – putzen hier im alten Sinne ‚schmücken‘, vergleiche „Kopfputz“.
Der Brockhaus von 1837 etwa – in der Tradition des „erbaulichen und der Bildung dienlichen“ – Conversationslexikons definiert:

„Stutzer bezeichnet einen eitlen Menschen, welcher sich besonders durch eine der neuesten Mode angemessene, ja dieselbe übertreibende Kleidung auszuzeichnen sucht. Zwar unterscheidet sich der Stutzer noch dadurch von dem Gecken, daß seine Eitelkeit nicht zur Widerwärtigkeit wird, sich auf die Kleidung beschränkt und in der Übertreibung der Mode nicht geschmacklos sich zeigt, doch verräth er mit seiner Eitelkeit immer einen schwachen, unausgebildeten oder verkehrten Verstand, und wird mit Recht von dem Verständigen belächelt.“

Meyers Großes Konversations-Lexikon von 1907 verweist das Wort Stutzer schon nur mehr auf das Schlagwort Geck und führt dort aus: „Geck, ursprünglich Narr und in diesem Sinne noch jetzt am Rhein für Faschingsnarr [heute: Jeck, Anm.], dann im übertragenen Sinne Modenarr, Stutzer.“
Das noch ältere deutsche Wort Fant steht zu infans ‚Knabe‘, wie auch viele der historischen Ausdrücke eng mit Jugendbegriffen verbunden sind, und – offen oder unterstellt – auch in Richtung Homosexualität zielen.

## Kulturgeschichte

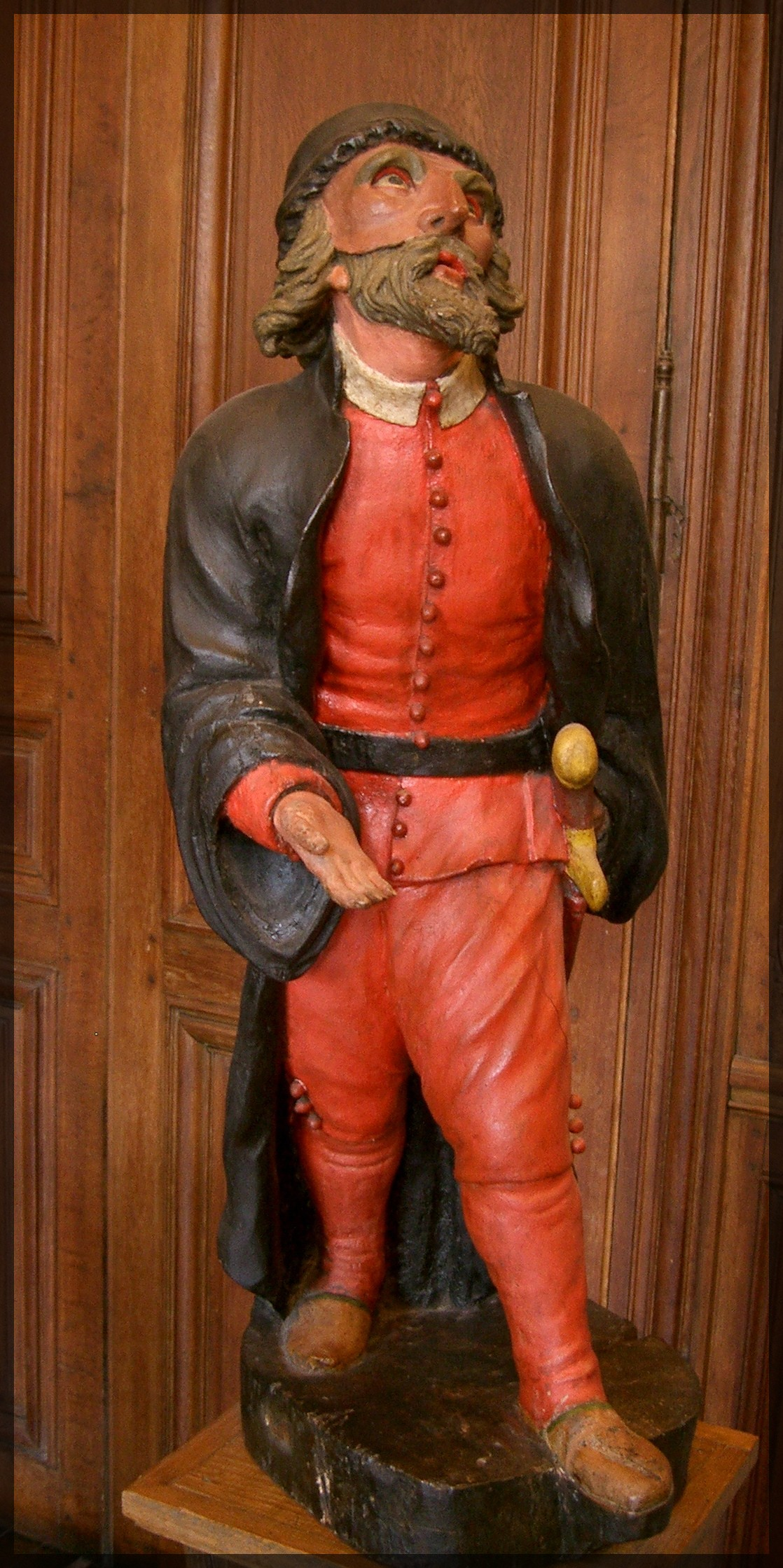
Pantalone

In der Commedia dell’arte findet sich als prototypischer selbstverliebte Modenarr der Pantalone (nicht sicher von ‚Hose‘).
Das Meyersche Lexikon gibt um die Jahrhundertwende:

„Seitdem Paris auf dem Gebiete der Mode, insbes. der modischen Kleidung, tonangebend geworden, hat es eine Reihe von Geckentypen geschaffen, die, den Charakter ihrer Zeit widerspiegelnd, für den Kulturhistoriker interessant sind: Den mignons Heinrichs III. folgten unter Heinrich IV. und Ludwig XIII. die muguets, unter Ludwig XIV. die raffinés und petits-maîtres. Das sittenlose Zeitalter der Regentschaft sowie der Könige Ludwig XV. und Ludwig XVI. charakterisierten die roués, musqués und mirliflors, die unter dem Direktorium und ersten Kaiserreich abgelöst wurden durch die muscadius, merveilleux, incroyables und petits-sucrés. Im Zeitalter Ludwigs XVIII. und Karls X. herrschen die gandins, werthers und lions. Die in den 1840er Jahren beginnende Anglomanie wird gekennzeichnet durch die dandys und fashionables, denen unter dem zweiten Kaiserreich die petits-crevés u. cocodès, nach 1870 die gommeux, petits-gras, vibrions etc. folgten. Das moderne Geckentum Deutschlands fand seinen Vertreter in dem Wiener »Gigerl«.“

Moderne Ausdrücke, wenngleich mit unterschiedlicher Konnotation, sind im Französischen Beau (‚Schönling‘, heute eher im Sinne Playboy), im Österreichischen Feschak und im Flämischen Manneken, dem später im Französischen verwendeten Mannequin. Eine neuere Bezeichnung mit etwas anderem Bedeutungsgehalt (nämlich nicht nur auf Mode bezogen, sondern allgemein ein angeberisches, selbstdarstellendes Verhalten bezeichnend) ist der Begriff Poser. Ebenfalls zu nennen und wiederum rein auf den Bereich der Mode begrenzt ist hier Styler.